# Білоколодязький цукровий завод
Білоколодязький цукровий завод (ТОВ СП «Білий Колодязь», 1-ий ім. Петровського цукровий завод)  — сільськогосподарське підприємство, яке знаходиться у селищі Білий Колодязь Вовчанської міської громади Чугуївського району Харківської області. Один з найстарших цукрових заводів в Україні, побудований у 1834 році.

## Історія
Білоколодязький цукровий завод збудований приблизно в у 1834 році, на землях поміщика з родини Скалонів Завод виробляв за рік на 500 тис. карбованців продукці. Щороку під цукрові буряки відводили приблизно 590 десятин землі, на яких працювали селяни-кріпаки. Він працював методом холодної вимочки.[джерело?]
У 1896 році поблизу села Білий колодязь прокладено залізницю, яка зв'язала цукрові заводи Курської та Харківської губерній.
У 1899 році на заводі працювало понад 550 постійних робітників, за сезон завод виробляв 181 тис. пудів цукру.
На початку 1905 року було споруджено новий цукровий завод ближче до залізниці, а старий знесено. На новому заводі почало працювало понад 1000 робітників.
11 листопада 1905 року в період революції в розпочався страйк обох змін робітників цукроварні. Понад 1000 чоловік припинило роботу. Страйк тривав 2 тижні. Адміністрація заводу зобов'язалася встановити 8-годинний робочий день із збереженням оплати праці, що була до страйку, поліпшити житлові умови строкових робітників, видати спецодяг, оплатити простої та не вживати ніяких репресій проти учасників страйку. У березні 1906 року, коли цукрову сировину було перероблено, адміністрація заводу намагалась анулювати свої зобов'язання, посилаючись на необхідність ремонту заводу. Але робітники знов застрайкували, і адміністрація змушена була частково задовольнити їх вимоги.
В першу світову війну багатьох робітників цукрового заводу було мобілізовано до армії і відправлено на фронт. Замість них на заводі використовували полонених, зокрема австрійців, під охороною козаків до середини 1917 року.
З 1917 по 1920 рік на заводі проходять революційні та військові події.
В 1921 року після відбудови, цукровий завод запрацював знову.
В серпні 1922 року завод було перейменовано на честь комуністичного діяча — Г. І. Петровського.
В 1923 році за добу завод виробляв 5 тис. пудів продукції, в 1924 році — 7,2 тис. пудів.
У 1930 році розпочато реконструкцію цукрового заводу і створено радгосп по вирощуванню насіння цукрових буряків для бурякосіючих колгоспів і радгоспів зони заводу. Після реконструкції завод перетворено у комбінат, який було названо 1-м Петровським цукровим комбінатом. У 1939 році він переробляв за добу 11,2 тис. центнерів сировини.
Після початку німецького вторгнення в 1941 році на цукровому комбінаті для радянської армії було налагоджено виробництво концентратів. З вересня 1941 року на заводі розміщувалися польовий госпіталь, армійські склади. З наближенням фронту частину устаткування комбінату евакуювали до м. Джамбула Казахської РСР та м. Токмака Киргизької РСР.
1! червня 1942 року німецькі війська окупували селище Білий Колодязь та завод. В 1943 році при відступі німецькі війська невдало намагалися підірвати цукровий комбінат. Після деокупації розпочалось відновлення заводу.
У післявоєнні роки нарощувалася потужність цукрового заводу. В 1951—1952 рр. середньодобова переробка буряків становила 13 тис. центнерів, то в 1965 році вона доведена майже до 22 тис. центнерів. Усі виробничі процеси на заводі механізовані й автоматизовані. Завдяки інтенсифікації роботи апаратів у період цукроваріння цикл виробництва зменшено до 20 годин.
В 1960—1970 роках понад 70 відсотків від 3200 осіб, які працювали на підприємствах селища Білий Колодязь, працюють на цукровому комбінаті.
У 1964 році комбінат виробив понад план 30 тис. центнерів цукру на добу.
У 1997 році 1-Петровський цукрокомбінат було реформовано у ВАТ «Цукровий завод Перший ім. Петровського». Середньодобова потужність заводу 2,4 тис. тон. Проведено технічне переоснащення, замінена барабанна мийку на коритну з двома ополіскувачами (що покращило якість стружки і збільшило добову переробку буряків на 4 %), автоматизувана випарна станція (що дозволило економити пару, паливно-енергетичні ресурси), стабілізувати потік «сік-сироп». Для збільшення потужності переробки буряків і зменшення втрат від розкладу встановлена нова конденсаторна башня. Втілена автоматизована система контролю кількості готової продукції.
У 2001 році завод було перейменовано в ТОВ Сільськогосподарське підприємство «Білий Колодязь». Середньодобова потужність заводу складала 2,65-2,7 тис. тон буряків. На підприємстві автоматизовано дифузію, сатурацію, конденсаторну установку, конденсатні збірники, вакуум-апарати, проведена реконструкція парового котла, встановлені частотники.
В 2003 році Господарським судом Харківської області було відкрито справу про банкрутство заводу.
У 2006 році були замінені котли 1 та 2 сатурації. Завдяки втіленню схеми з відділенням осаду до основної дефекації на заводі низькі витрати вапна на очистку і як наслідок витрати каменю.
У 2009 році цукровий завод переробив 90 тис. тон цукрового буряку.
У 2012 році в Харківський області працювало лише 6 із 8 цукрових заводі, серед них і СП «Білий Колодязь».
У 2016 році завод один із 6 заводів в Харківський області, що разом виробили за рік 160 тис. тон цукру. Завод виробив найбільше цукру — 43 тис. тон.
В грудні 2017 році працівники заводу страйкували через затримку заробітньої плати.
В 2017—2018 маркетинговому році на підприємстві було перероблено 186,7 тис. тон цукрових буряків, із яких було зварено більше 25 тис. тон цукру.
У 2018 році підприємством введено в експлуатацію елеватор зернових і технічних культур, зерносховище розраховано на одноразове зберігання 110 тис. тон зернових, який оснащений сучасним очищувальним та сушильним обладнанням (капітальні інвестиції на загальну суму 263,8 млн.грн).
В 2018—2019 маркетинговому році на підприємстві було перероблено 163,91 тис. тон цукрових буряків, із яких було зварено 22,86 тис. тон цукру.
У сезоні 2020/2021 з 30 працюючих цукрових заводів на Харківщині було задіяно лише два — «Первухинський цукровий завод» (смт. Гути Богодухівського району) та СП «Білий Колодязь».

### Російське вторгнення в Україну
Близько 23:30 4 липня 2023 року російські війська завдали ракетного удару по Білому Колодязю. За даними ГУ ДСНС Харківщини , РФ влучила у законсервований цукровий завод:
|                     | Внаслідок обстрілу зруйновано дах, стіни та конструктивні елементи виробничої будівлі, горіло трансформаторне мастило на площі 50 м² На місці події працювали вогнеборці 66-го ДПРП, котрим вдалось загасити вогонь о 00:20. |
| — повідомлення ДСНС | |

За даними Генштабу, армія РФ вдарила по селищу ракетою. У зведенні керівника ОВА Олега Синєгубова йдеться про те, що це, ймовірно, була С-300: 
|                | Отримали вибухові травми чоловіки 45 та 37 років, госпіталізовані у середньому стані тяжкості |
| — зведення ОВА |                                                                                               |

У причетності до розграбунку цукрового заводу у селищі Білий Колодязь, підозрюють заарештовано безхатька, який в березні-квітні 2022 року співпрацював з окупаційними військами, та був затриманий СБУ.

## Характеристика підприємства
Завод має п'ятикорпусну випарну установку з попереднім підігріванням соку у апаратах 4 корпусу, витрата природного газу на теплові потреби виробництва 100 тис.м3 /добу з продуктивністю переробки 3 тис. тон буряку на добу.
| Рік           | Виробництво на добу       |
| ------------- | ------------------------- |
| 1899          | 181 тис. пудів (за сезон) |
| 1923          | 5 тис. пудів              |
| 1924          | 7,2 тис. пудів            |
| 1939          | 11,2 тис. центнерів       |
| 1951-1952 рр. | 1,3 тис. тон              |
| 1965          | 2,2 тис. тон              |
| 1997          | 2,4 тис. тон              |
| 2001          | 2,65-2,7 тис. тон         |